# Блэнтон, Кёрби Блисс
Кирби Блисс Блэ́нтон (англ. Kirby Bliss Blanton; 24 октября 1990, Те-Вудлендс, Техас, США) — американская актриса. Наиболее известна ролью Кирби из фильма «Проект X: Дорвались» (2012).

## Детство и юность
Кирби — младшая из четырёх детей в семье, родилась в Те-Вудлендс. Начала свою карьеру в модельном бизнесе и рекламе неподалёку от Хьюстона. После нескольких месячных выездов в Лос-Анджелес, переехала туда на постоянное жительство вместе с матерью. Свою первую роль она сыграла в молодёжном сериале «Нетакая» (2004), транслирующемся на канале Nickelodeon. Она также сыграла небольшие роли в таких шоу как «Зоуи 101» и «Ханна Монтана». Свою первую серьёзную роль получила в фильме «Шрам 3D» (2007). Позже сыграла Кирби в фильме «Проект X: Дорвались».

## Фильмография
| Год  |   | Русское название    | Оригинальное название | Роль           |
| ---- | - | ------------------- | --------------------- | -------------- |
| 2004 | с | Нетакая             | Unfabulous            | Email Girl     |
| 2005 | с | Зоуи 101            | Zoey 101              | Girl #2        |
| 2006 | с | Ханна Монтана       | Hannah Montana        | Бекка Уэллер   |
| 2007 | ф | Шрам 3D             | Scar                  | Олимпия        |
| 2008 | ф | Играть по-честному  | Ball Don't Lie        | Джейми Смит    |
| 2010 | с | Конан               | Conan (TV series)     | саму себя      |
| 2011 | с | Красавцы            | Entourage             | Аманда         |
| 2012 | ф | Проект X: Дорвались | Project X             | Кирби          |
| 2012 | с | Переростки          | The Inbetweeners      | Шарлотта Аллен |
| 2018 | ф | Жажда смерти        | Death Wish            | Бетани         |

## Интересные факты
- Имя Кирби не сценический псевдоним, оно было дано, так как родители ожидали мальчика.
- Второе имя, Блисс — девичья фамилия матери[4].